# Scurrula notothixoides
Scurrula notothixoides är en tvåhjärtbladig växtart som först beskrevs av Henry Fletcher Hance, och fick sitt nu gällande namn av Danser. Scurrula notothixoides ingår i släktet Scurrula och familjen Loranthaceae. Inga underarter finns listade i Catalogue of Life.